# Shadar Logoth
Shadar Logoth is een fictieve spookstad uit de boekencyclus Het Rad des Tijds van de schrijver Robert Jordan, die in vroegere tijden de naam Aridhol droeg. De stad ligt in het Koninkrijk Andor.
Shadar Logoth is al duizenden jaren verlaten, sinds het kwaad van Mashadar (een kwaadaardige en dodelijke mist die ronddwaalt op zoek naar voedsel) tijdens de Trollok-oorlogen de stad overnam. Shadar Logoth betekent in de Oude Spraak; 'De plaats waar de Schaduw waakt' of 'Schaduwwaak'. Sinds de komst van Mashadar mijdt men de plaats, ondanks zijn onmetelijke schatten. Aan voorwerpen uit de stad kleeft sindsdien de 'vloek van Shadar Logoth', wat betekent dat de bezitter ervan uiteindelijk zal worden overwonnen door Mashadar.
Toch was de stad eens een van de tien naties, die de afgezanten van de Duistere bevochten tijdens de Trollok-oorlogen. De adviseur van de toenmalige koning (Mordeth) sloot zich echter aan bij de Duistere, waardoor Mashadar de stad betrad en de stad overnam. Toen later een groot leger van Trolloks en Myrddraals een kamp opzette in de stad bleek dit echter fataal; geen van allen kwam er levend uit. Duistervrienden betreden de plaats dan ook niet. Het was hier dat Mart Cauton aan de dolk kwam die hem bijna doodde.
In Hart van de Winter (het negende deel) maakt Rhand Altor Saidin schoon in de buurt van Shadar Logoth. Door de enorme krachtuitbarsting wordt de stad compleet van de kaart gevaagd. Dit heeft echter geen enkel effect op de wond in Altors zij. Ook Mordeth ontsnapt, door zich in eerdere boeken te "mengen" met Padan Fajin.
Locaties: Baerlon · Caemlin · Emondsveld · Mistbergen · Shadar Logoth · Tweewater · Vierkoningen · Wittebrug